# Luigi Buzio
Luigi Buzio (San Salvatore Monferrato, 26 aprile 1915 – Acqui Terme, 17 maggio 1996) è stato un politico e sindacalista italiano.

## Biografia
Già esponente del Partito Socialista Italiano, nell'immediato dopoguerra è fra i fondatori della Camera del Lavoro di Valenza Po, di cui nel 1947 è segretario responsabile ed entra nella commissione esecutiva della CGIL provinciale di Alessandria.
In seguito aderisce al Partito Socialista Democratico Italiano, con il quale viene eletto al Senato della Repubblica per quattro legislature consecutive, restando in carica dal 1968 al 1983.
Muore all'età di 81 anni, nel maggio 1996.